# Braniff-International-Airways-Flug 250
Auf dem Braniff-Airways-Flug 250 (Flugnummer: BN250) verunglückte am 6. August 1966 eine BAC 1-11-203AE (N1553) der US-amerikanischen Fluggesellschaft Braniff Airways. Die Maschine brach in der Luft auseinander und stürzte in der Nähe von Falls City, Nebraska zu Boden. Bei dem Unfall kamen alle 42 Personen an Bord ums Leben.

## Flugzeug
Bei dem Flugzeug handelte es sich um eine BAC 1-11-203AE aus britischer Produktion, die am 5. Dezember 1965 ihren Erstflug absolviert hatte und am 8. Dezember 1965 an Braniff Airways als ersten US-amerikanischen Betreiber dieses Flugzeugtyps ausgeliefert wurde. Das zweistrahlige Mittelstrecken-Schmalrumpfflugzeug mit der Werksnummer 070 war mit zwei Triebwerken des Typs Rolls-Royce Spey 506 ausgestattet. Zum Zeitpunkt des Unfalls hatte die Maschine eine Betriebsleistung von 2307 Betriebsstunden bei 2922 Starts und Landungen absolviert.

## Besatzung
Die Cockpitbesatzung bestand aus dem 47-jährigen Flugkapitän Donald Pauly und dem 39-jährigen Ersten Offizier James Hilliker. Kapitän Pauly galt mit 20.767 Stunden Flugerfahrung, darunter 549 mit der BAC-1-11 als äußerst flugerfahren. Er besaß Musterberechtigungen für andere Flugzeugtypen wie die Douglas DC-3, die Douglas DC-6, Douglas DC-7 und Convair-Maschinen. Der Erste Offizier Hilliker hatte 9.269 Stunden Flugerfahrung, darunter 685 mit der BAC-1-11. Er besaß zwei Musterberechtigungen, eine für die BAC-1-11 und eine für einen Convair-Typ.

## Flugverlauf
Braniff-Airways-Flug 250 war ein planmäßiger Inlandsflug von New Orleans nach Minneapolis mit Zwischenstopps in Shreveport, Fort Smith, Tulsa, Kansas City und Omaha. Nach dem Zwischenstopp in Kansas City hob die Maschine um 22:55 Uhr Ortszeit für den Weiterflug nach Omaha ab und erhielt die Freigabe, unter Instrumentenflugbedingungen auf 20.000 Fuß (ca. 6100 Meter) zu steigen. Die Besatzung fragte, ob sie wegen des Wetters vorerst auf 5000 Fuß (ca. 1520 Meter) sinken könnte. Die Maschine verblieb auf einer Flughöhe von 6000 Fuß (ca. 1830 Meter), bis sie um 23:06 Uhr die Freigabe zum Sinkflug auf 5000 Fuß erhielt.

## Unfallhergang
Um 23:08 Uhr kontaktierte die Besatzung eine andere Braniff-Maschine, die gerade in Omaha abgeflogen war. Diese Besatzung meldete leichte bis mäßige Turbulenzen. Etwa vier Minuten später geriet die Maschine innerhalb einer schweren Gewitterfront in einen Aufwind. Die Maschine wurde zunächst mit einer heftigen Beschleunigung mit einem nach links ausgerichteten Rollwinkel in einen Aufwärtsflug befördert. Kurz darauf brach die rechte Höhenflosse ab. Die Maschine geriet anschließend in einen steilen Sturzflug, wobei zwei Sekunden später die Seitenflosse und anschließend auch die rechte Tragfläche abbrachen. Das darin befindliche Kerosin explodierte und die Maschine stürzte brennend und flachtrudelnd zu Boden.
Die Maschine stürzte auf ein Sojabohnenfeld etwa 7 Meilen (ca. 11 Kilometer) nordnordöstlich von Falls City, in nur 150 Metern Entfernung zu einem Landhaus. Bei dem Unfall kamen alle 42 Insassen des Flugzeugs ums Leben.

## Ursache
Die mutmaßliche Ursache des Unfalls war ein durch extreme Turbulenzen verursachtes Strukturversagen im Flug. Dieses wurde verursacht, nachdem die Maschine in ein Gebiet geflogen wurde, in dem gefährliches Wetter herrschte, welches hätte gemieden werden sollen.
Gemäß den Vorschriften von Braniff war es verboten, ein Flugzeug in ein Gebiet mit schweren Gewittern zu fliegen. Dessen ungeachtet war die Prognose des Unternehmens hinsichtlich der Anzahl und Intensität der zu erwarteten Gewitter sowie der Intensität der damit verbundenen Turbulenzen etwas ungenau. Den Mitarbeitern des Kontrollzentrums von Braniff war bewusst, dass die Maschine, mit der der Flug 255 durchgeführt wurde, beim Abflug aus Sioux City in Richtung Omaha eine Verspätung von einer Stunde hatte. Diese war einer Wartepause geschuldet, die eingeplant wurde, um den Sturm an Omaha vorbeiziehen zu lassen. Den Mitarbeitern war ebenfalls bewusst, dass Flug 234 von St. Louis nach Des Moines wegen des Sturms nach Kansas City umgeleitet worden war. Da sie im Glauben waren, dass sich diese Ereignisse zu weit von der Flugroute von Flug 250 entfernt abspielten, um relevant zu sein, unterließen sie es, die Besatzung der BAC 1-11 darüber zu informieren. Der Besatzung waren die widrigen Wetterverhältnisse dennoch bewusst und der Erste Offizier schlug vor, die Gewitterfront zu umfliegen. Der Kapitän entschied stattdessen, den Flug bis zu den Ausläufern der Gewitterfront fortzusetzen.

## Wissenschaftliche Studien in Zusammenhang mit dem Unfall
Der Wetterforscher Ted Fujita, der eine Professur für Meteorologie an der University of Chicago innehatte, wurde von dem Hersteller der BAC 1-11, der British Aircraft Corporation, beauftragt, zu erforschen, welche Einflüsse Wetterbedingungen auf die Maschine haben können. Fujita gilt als Entdecker von Fallböen und Microbursts und entwickelte die Fujita-Skala, welche Tornadointensitäten unterscheidet und Zerstörungen durch Tornados mit Windgeschwindigkeiten in Bezug setzt.
Die verunglückte Maschine war das erste in den Vereinigten Staaten zugelassene Flugzeug, bei dem für die Auswertung eines Flugunfalls Daten eines Cockpit Voice Recorders zur Verfügung standen. Unmittelbar vor dem Auseinanderbrechen nahm das Gerät eine Aussage von Kapitän Pauly auf, der den Ersten Offizier Hilliker anweist, den Triebwerksschub anzupassen. Mitten in seinem Satz setzte ein Flattergeräusch ein, das so laut war, dass keine weiteren Dialoge mehr aus der Aufnahme herauszuhören waren. Selbst nachdem die Flügel und das Heck von der Maschine abgebrochen waren, war das Flattergeräusch weiterhin zu hören. Da der Flugdatenschreiber bei dem Unfall zerstört wurde, wurden die auf der Aufnahme wahrnehmbaren Veränderungen des Flattergeräusches später herangezogen, um die Geschwindigkeits- und Höhenveränderungen der Maschine während des Unfalls zu bestimmen.

## Gedenken
Zum 40. Jahrestag des Absturzes wurde an der Absturzstelle eine Gedenkstätte errichtet.